# Dynastie Morlandů
Dynastie Morlandů (v angličtině The Morland Dynasty) je série historických románů spisovatelky Cynthie Harrod-Eagles. Morlandovi jsou stará yorská rodina - spolu s jejími členy prožíváme významné okamžiky světových dějin (především britských). Série zatím obnáší 34 románů (35. díl vyjde v září 2013), začíná rokem 1434 a pokračuje až do 30. let 20. století.

## Seznam epizod
1. Zakladatelka rodu (válka růží)
2. Dvorní dáma (Jindřich VIII.)
3. Divoký princ (Alžběta I.)
4. Talisman (Karel I., občanská válka)
5. Černá perla (Karel II.)
6. Dlouhý stín (Karel II. a Jakub II.)
7. Věrní kavalíři (Marie II., Vilém III., Anna I., Jiří I.)
8. Nečekané dědictví (Jiří I. a Jiří II.)
9. Neklidné moře (Jiří III., americká válka za nezávislost)
10. Divoká růže (Jiří III., Velká francouzská revoluce)
11. Napoleon přichází (Jiří III., Napoleon Bonaparte)
12. Slavné vítězství (Jiří III., bitva u mysu Trafalgar)
13. Neposlušná dcera (Napoleonské války)
14. Romantický válečník (Waterloo)
15. Osudová volba (Británie po Napoleonských válkách)
16. Ďábelské zjevení (Jiří IV., rozvoj železnice)
17. Stín prokletí (Vilém IV.)
18. Bratr proti bratru (královna Viktorie, rozvoj železnice)
19. Hraběnka (královna Viktorie)
20. Údolí smrti (královna Viktorie, krymská válka)
21. Levoboček (Sever proti Jihu)
22. Ledová kráska (francouzsko-pruská válka)
23. Rodinný skandál (královna Viktorie, ženská práva)
24. Dům v plamenech (královna Viktorie)
25. Sbohem, Viktorie! (II. burská válka, sufražetky)
26. Království snů (Eduard VII., aviatika)
27. Nepokojná duše (Jiří V., jediná plavba Titanicu)
28. Bílá růže (I. světová válka - 1914)
29. Bouřlivé časy (I. světová válka - 1915)
30. Kdy přijde můj konec... (I. světová válka - 1916)
31. Válečné pole (I. světová válka - 1917, revoluce v Rusku)
32. Padlí králové (I. světová válka - 1918)
33. Roztančená léta (konference ve Versailles, demobilizace a mír)
34. Klikatá cesta (Wall Street Crash, éra jazzu)
35. Fénix (před 2.svět.válkou)